# Enchentes e deslizamentos no Nordeste do Brasil em 2022
Inundações e deslizamentos de terra ocorreram na região Nordeste do Brasil, em 2022. Sua causa foram as chuvas que atingiram principalmente o estado de Pernambuco, mas também Sergipe, Alagoas, Paraíba e Rio Grande do Norte. Os volumes de precipitação superaram a média histórica mensal em várias cidades em apenas três dias.

## Causas
Um fenômeno meteorológico denominado Ondas de Leste ou Distúrbios Ondulatórios de Leste resulta em um forte calor na costa do continente africano, e provoca um distúrbio nas correntes de ventos e pressão, que afeta a costa leste da região Nordeste. Da costa africana ao Nordeste esses ventos transportam umidade que causam fortes chuvas e temporais nessa região.

## Por estado

### Pernambuco

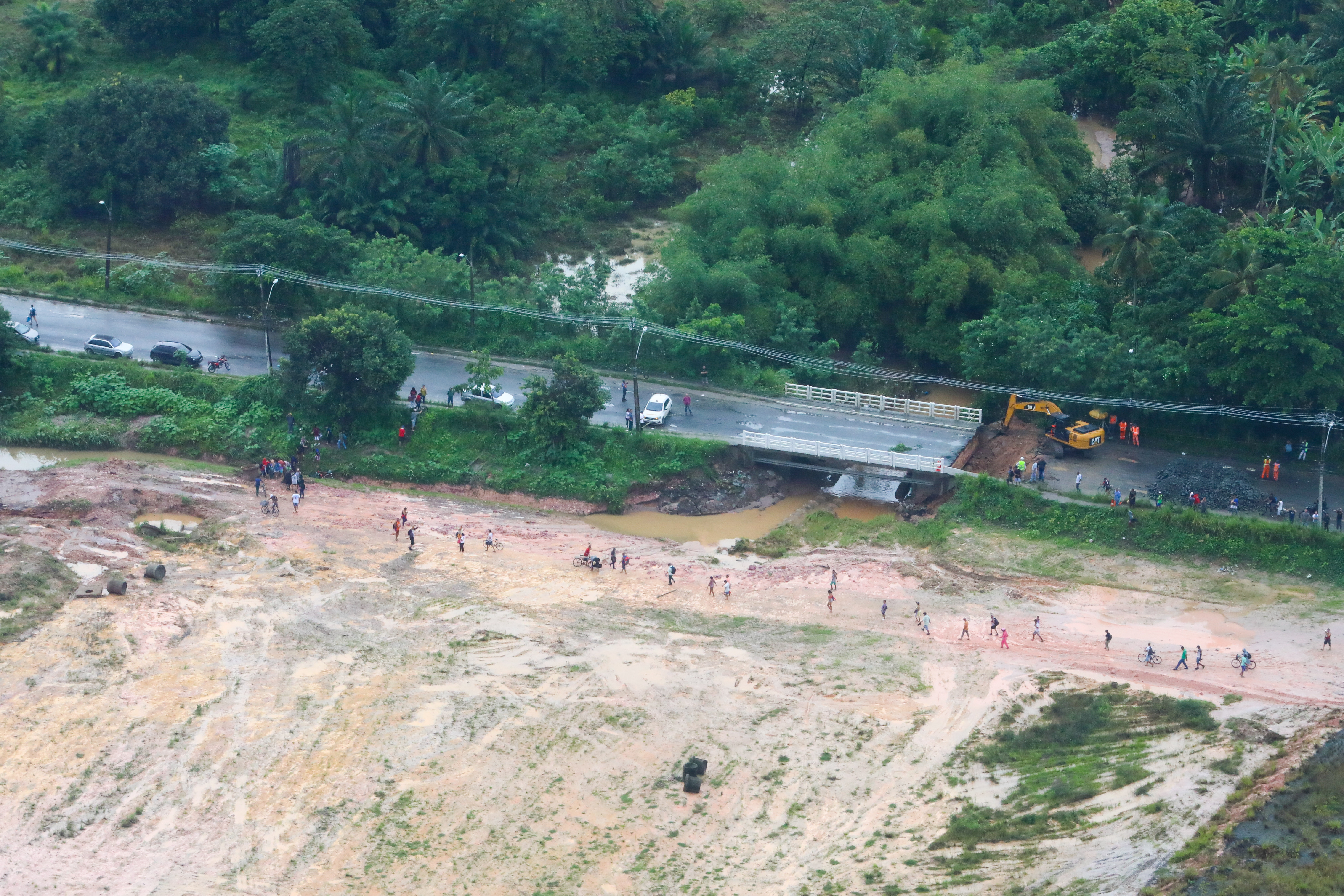
Parte de asfalto cede em rodovia.

Pernambuco foi o estado mais atingido. Entre os dias 28 e 29 de maio, a cidade do Recife esteve em alerta vermelho do Instituto Nacional de Meteorologia (Inmet) — o que significa volume de precipitação alto (mais de 60 mm por hora ou 100 mm em um dia) e grande possibilidade de acidentes. Em 24 horas, a Região Metropolitana do Recife, a Zona da Mata e o Agreste de Pernambuco registraram precipitações de mais de 100 milímetros.
Os municípios de Itapissuma e Itaquitinga registraram mais chuva, das 6h de 27 de maio até 6h de 28 de maio, do que o total previsto para todo o mês de maio. Recife, Olinda, Jaboatão dos Guararapes, São Lourenço da Mata, Igarassu e Abreu e Lima e ao menos outros doze municípios registraram chuvas de mais de 200 mm em 24 horas.
O número de mortos só no Grande Recife alcançou 128. Apenas no Jardim Monte Verde, no bairro do Ibura (zona sul do Grande Recife), ao menos 21 pessoas morreram. Além disso, outras 4 mil pessoas ficaram desabrigadas por conta das chuvas.

### Alagoas
O estado também foi impactado pelas fortes chuvas, com mais de 10 mil pessoas desabrigadas e outras 3 mil desalojadas. Choveu na capital Maceió, mais de 250 mm de precipitação o que superou a média histórica mensal do local. Ao menos 33 municípios do estado estão em estado de emergência.

## Reação governamental

### Estadual

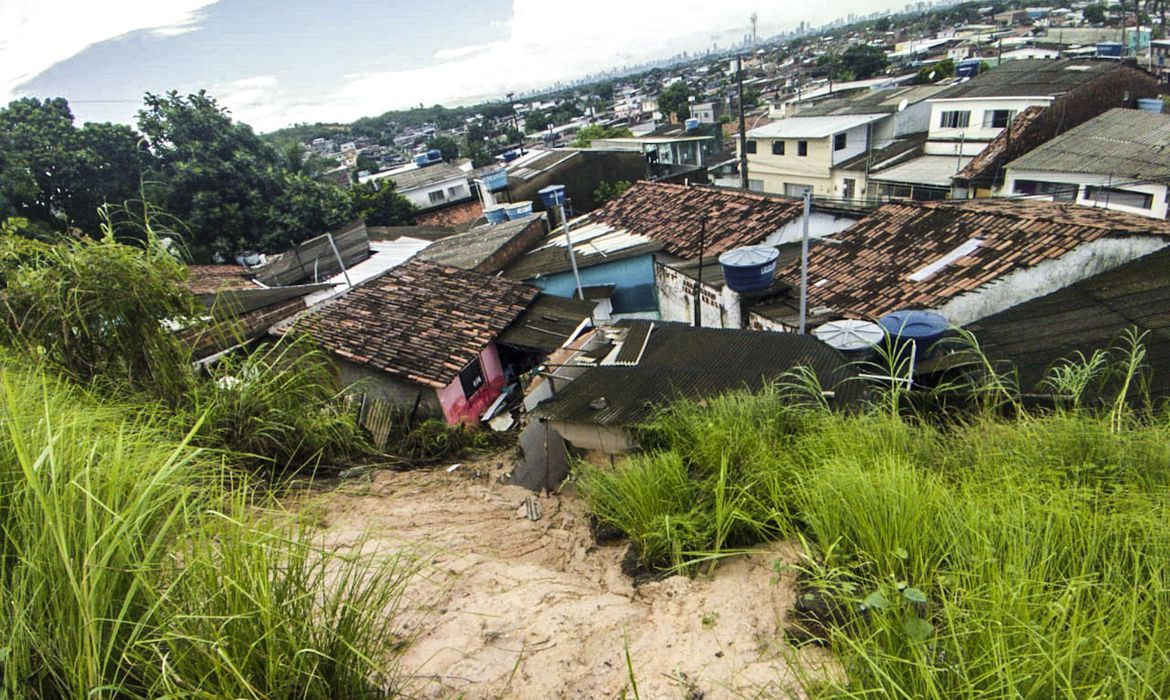
Casas são destruídas após deslizamento de terra no Recife.

O governador de Pernambuco, Paulo Câmara, antecipou a nomeação de 92 novos soldados do Corpo de Bombeiros Militar de Pernambuco para reforçar o trabalho de socorro às vítimas das chuvas e liberou 100 milhões de reais para as operações de salvamento. O governo decretou situação de emergência, assim como 14 municípios da região metropolitana do Grande Recife e também solicitou o apoio do Comando Militar do Nordeste para o serviço de busca e salvamento. A prefeitura de Recife abriu escolas e creches para receber as famílias que necessitam.

### Federal
No dia em que ocorreu a tragédia o presidente Jair Bolsonaro expressou as suas profundas condolências para com as famílias das vítimas, e disponibilizou 1 bilhão de reais para ajuda emergencial e para reconstrução de casas. Ele também prometeu enviar o exército para improvisar uma Ação Cívico-Social à comunidades afetadas. Em 30 de maio de 2022, o presidente sobrevoou o local da tragédia em um helicóptero, mas não conseguiu aterrissar devido à instabilidade do solo.